# Zebulon, Georgia
Zebulon är administrativ huvudort i Pike County i Georgia. Orten har fått namn efter militären Zebulon Pike. Vid 2020 års folkräkning hade Zebulon 1 225 invånare.